# Энгельгардт, Николай Фёдорович
Николай Фёдорович Энгельгардт (1799/1800—1856) — генерал-лейтенант русской императорской армии, герой Польского похода 1831 года, Венгерской кампании 1849 года и Крымской войны.

## Биография
Родился 24 декабря 1799 (4 января 1800) года — сын адъютанта князя Потёмкина-Таврического бригадира Ф. А. Энгельгардта от брака с Елизаветой-Каролиной-Иоганной, урождённой де Ришар.
В военную службу вступил в 1816 году портупей-юнкером в лейб-гвардии Егерский полк и 1 января 1822 года был произведён в прапорщики. В рядах своего полка в 1831 году принимал участие в подавлении восстания в Польше, за отличие произведён в штабс-капитаны и 15 февраля 1832 года награждён золотой полусаблей с надписью «За храбрость».
2 июня 1836 года в чине капитана переведён в Украинский егерский полк и произведён в подполковники. В 1839 году получил чин полковника и с 1839 года командовал Елецким пехотным полком. 4 декабря 1843 года за беспорочную выслугу 25 лет в офицерских чинах награждён орденом Святого Георгия 4-й степени (№ 6935 по кавалерскому списку Григоровича — Степанова). Произведённый 6 декабря 1846 года в генерал-майоры, Энгельгардт с 1848 года командовал 1-й бригадой 15-й пехотной дивизии.
В конце 1848 года командовавший австрийскими войсками в Трансильвании генерал Пухнер, не имевший надежды получить поддержку из Вены против восставших венгров, обратился за помощью к командиру русского корпуса, занимавшего Дунайские княжества, генералу Лидерсу. С разрешения императора Николая I в январе 1849 года два небольших отряда генерал-майора Энгельгардта (3 батальона, 2 сотни и 8 орудий и полковника Скарятина (4 батальона, 5 сотен и 8 орудий) вступили в Трансильванию и заняли Кронштадт и Германштадт; 28 ноября 1849 года Энгельгардт был награждён орденом Святого Георгия 3-й степени (№ 471 по кавалерским спискам)
В воздаяние отличнаго мужества и примернаго храбрости, оказанных в сражении против мятежных Венгров, 15 июля при Германштате и 31 июля под Мюленбахом, где, командуя авангардом, мужественными и решительными атаками своими способствовал к одержанию полных побед над неприятелем
12 января 1854 года назначен командующим 15-й пехотной дивизией. 25 марта 1854 года за отличие в сражении против турок при переходе через Дунай был произведён в генерал-лейтенанты, со старшинством с 11 марта того же года и утверждением в должности начальника дивизии. 10 ноября 1854 года за отличие под Силистрией удостоен золотой шпаги с надписью «За храбрость», украшенной бриллиантами. После высадки в Крыму англо-французских войск был оставлен на Украине командующим отрядом для охраны побережья Чёрного моря.
Скончался 27 февраля (10 марта) 1856 года в Одессе.

## Семья
- Брат Валериан с отличием сражался на Кавказе, был генерал-лейтенантом и директором Института Корпуса путей сообщения.
- Другой брат, Александр-Рейнгольд, в чине штабс-капитана, был убит в 1828 году во время осады Варны.

- Жена — Юлия Тарновская.

## Награды
- Орден Святого Владимира 4-й степени с бантом (25.06.1831)
- Золотая полусабля с надписью «За храбрость» (15.02.1832)
- Знак отличия за военное достоинство 4-й степени (1832)
- Орден Святого Станислава 2-й степени (1837)
- Орден Святой Анны 2-й степени (12.08.1840)
- Орден Святого Георгия 4-й степени (04.12.1843)
- Орден Святого Станислава 1-й степени за отличие в Венгерском походе (29.04.1849)
- Орден Святой Анны 1-й степени за отличие в Венгерском походе (15.10.1849)
- Орден Святого Георгия 3-й степени (28.11.1849)
- Императорская корона к ордену Святой Анны 1-й степени (09.08.1851)
- Орден Святого Владимира 2-й степени (06.12.1852)
- Знак отличия беспорочной службы за ХХХ лет (1853)
- Золотая шпага с надписью «За храбрость», украшенная алмазами за отличие в Дунайской кампании Крымской войны (10.11.1854)

Иностранные:
- Прусский орден Красного орла 3-й степени (1838)
- Австрийский орден Леопольда, командорский крест (1849)